# Severozapaden
Severozepaden é uma região da Bulgária. A capital é a cidade de Pleven. A região tem a menor economia classificada na Bulgária. Inclui cinco divisões administrativas ou oblasts: Vidin (província), Vratsa (província), Montana (província), Lovech (província) e Pleven (província).